# Цэрану, Каталин
Кэтэлин Цэрану (рум. Cătălin Ţăranu; род. 31 марта 1973 года) — румынский го-игрок, ставший первым из немногочисленных европейцев, получивших статус профессионала, чемпион Европы 2008 года.

## Биография
Кэтэлин Цэрану начал играть в го в 1989 году в возрасте 16 лет. Через год он уже играл на уровне любительского 1 дана, а ещё через год — 4 дана. В 1995 году японский профессионал Масатака Сайдзё пригласил Тарану на профессиональное обучение го в Нагою в одном из подразделений Нихон Киин. Через два года он стал первым европейцем, получившим профессиональный ранг; в честь этого о нём был снят и показан фильм на национальном канале NHK. В 2001 году Каталин Тарану получил ранг 5 профессионального дана.
В 2008 году Кэтэлин Цэрану стал чемпионом Европы. С 2008 по 2011 год занимал пост президента Румынской Федерации Го.
22 мая 2009 Кэтэлин Цэрану сыграл 4 матча на доске 9x9 против сильнейшей на тот момент компьютерной го-программы MoGo, из которых выиграл 3. В партии на доске 19х19 Тарану победил MoGo, у которой была фора в 9 камней. При этом программа играла достаточно сильно и проиграла из-за плохого выбора в ко-борьбе — слабого места всех го-программ.